# 剣の刃
『剣の刃』（つるぎのやいば、Le Fil de l'Epee）は、1932年にフランス将校軍人だったシャルル・ド・ゴールによる軍事理論書。ただし、具体的な理論が述べられているのではなく、彼が理想とする軍人像、および軍隊と国家との関わりなどが抽象的に論じられている。
本書の刊行から第二次世界大戦が勃発するまでの8年間に、ド・ゴールは『職業的軍隊をめざして』（Vers l’Armée de Métier, 1934年）および『フランスとその軍隊』（La France et son Armée, 1938年）を刊行した。

## 邦訳
- 『ド・ゴール　剣の刃』（小野繁訳、葦書房、1984年、新版1993年／文藝春秋〈文春学藝ライブラリー〉、2015年）
- 『ド・ゴール　職業軍の建設を！』（小野繁訳、不知火書房、1997年）